# Sandra Kastås

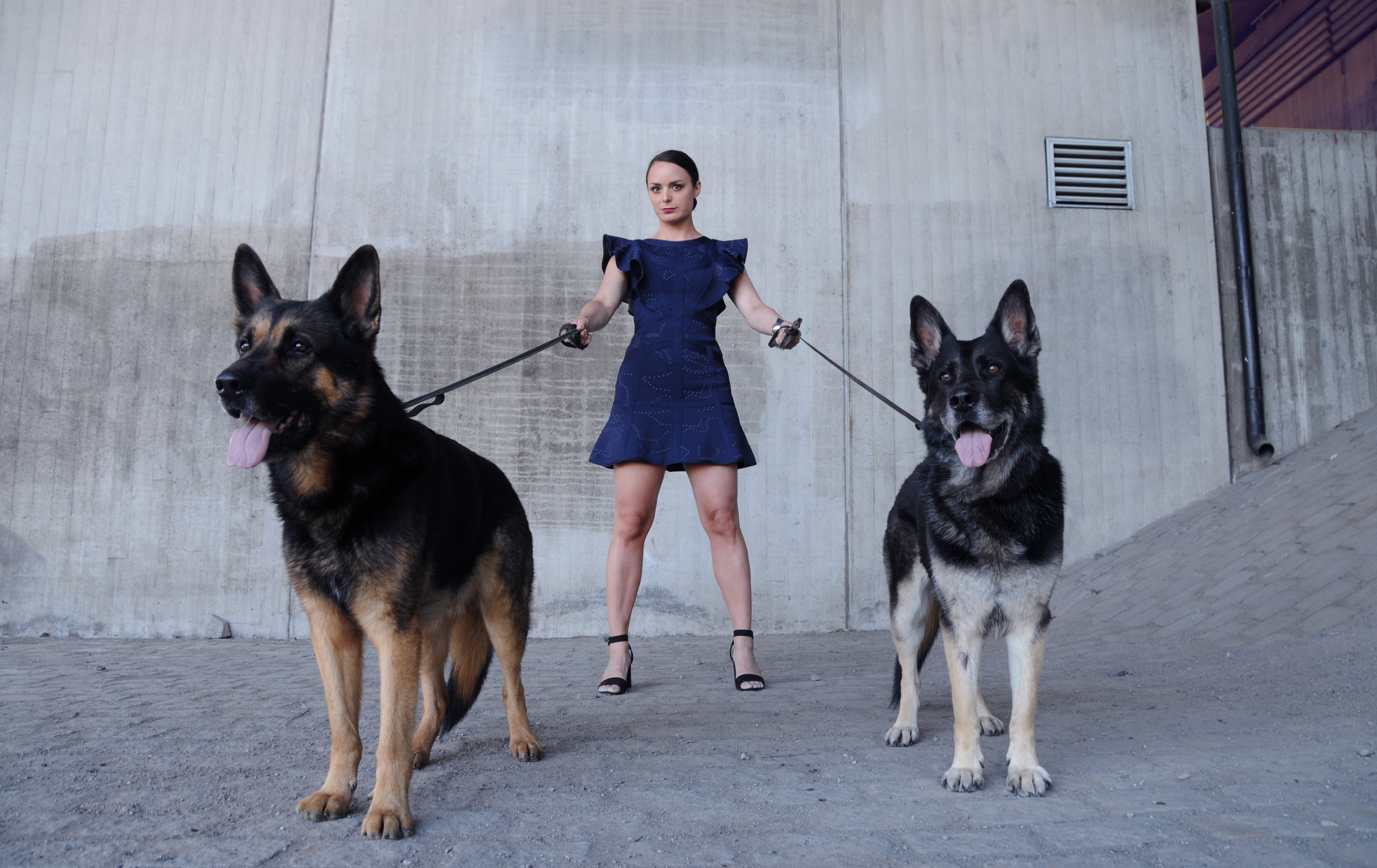
Pressbild från Orakel PR med Sandra Kastås som myntade uttrycket ”att göra en schäfer” som motsats till att pudla för att visa på hur företag bör våga lite mer i sin kommunikation.

Sandra Ulrika Kastås, född 1984, är en svensk PR-kvinna, entreprenör och författare.
Kastås har blivit nominerad till utmärkelsen Cision PR Influencer Awards, ett pris som går till de PR-konsulter som är mest inflytelserika i Sverige. Hon driver den egna byrån Orakel PR. 2018 lanserade hon uttrycket ”att göra en schäfer” som motsats till att pudla för att visa på hur företag bör våga lite mer i sin kommunikation. Hon har tidigare varit PR-ansvarig för TEDxStockholm, Mensa Sverige och Mensa International. Kastås har haft en egen PR-kurs via Distansinstitutet och varit ordförande för branschföreningen Svensk PR.
Vid sidan av PR-yrket är Kastås förtroendevald politiker för Socialdemokraterna och har innehaft ett antal olika poster under tio års tid, bland annat i S-kvinnor, kommunstyrelsen på Lidingö och stadsdelsnämnden på Kungsholmen/Essingeöarna i Stockholm. Under september 2020 släppte hon sin första bok "Bli Företagarinna. Tio mentala hinder för att starta företag och hur du övervinner dem." I boken förenar Sandra sitt långvariga engagemang för jämställdhetsfrågor med ambitionen att inspirera fler kvinnor att starta företag.   
Under 2020 startade hon bolaget Diversity Board med missionen att förändra maktens korridorer och näringslivets toppskikt genom att rekrytera in mer mångfald och fler perspektiv till styrelser och ledningsgrupper. 2024 lanserade hon bolaget Penny Advisor tillsammans med entreprenören och Lidingöprofilen Patrik Gadelius. Tillsammans ska de hjälpa företagare att nå framgång.   